# 소프트웨어 연구학교
소프트웨어 연구학교는 대한민국 교육부가 소프트웨어의 교육 방법을 연구하기 위해 지정한 연구학교이다. 2017년 기준 1200여 학교가 지정되어 있다.

## 소프트웨어(SW) 선도 / 연구학교 정의
SW선도학교는 「2015 개정 교육과정」의 초·중학교 소프트웨어 교육 필수화와 일반계 고등학교의 소프트웨어 교육 확대에 대비하여 학교 교육과정 편성 및 재구성, 우수사례 발굴·확산 등을 통해 소프트웨어 교육의 현장 안착 방안을 모색하는 프로젝트를 통해 선정된 학교이다.
|                       | SW 선도학교 | SW 연구학교 |
| 2018년 기준 운영 학교 | 1,595개교 | 46개교 |
| 주관 기관             | 과학기술정통부(예산), 한국과학창의재단 | 교육부, 한국교육학술정보원 |
| 내용                  | 가. 소프트웨어 교육의 현장 안착 방안을 모색하는 것 나. SW 교육 효과성을 만족도 수준을 평가하며 각 학교의 운영에 대한 현황을 중심을 초점 다. 정부는 선도학교 1곳당 연간 1000만원 안팎을 지원하고, 시·도별 전문가로 구성된 운영지원단의 컨설팅도 지원 라. 권역별로 선도학교 대상 워크숍도 진행 | 가. SW교육 효과성을 측정하기 위해 SW교육 관련 효과에 대한 인식 조사를 실시 나. 컴퓨팅 사고력 관련 검사 도구를 활용하여 교육의 효과 성을 직간접적으로 측정 시험을 토대로 SW 관련 효과성과 역량 강화 정도를 측정하는데 초점을 맞춤 |
| 각 영역의 구분        | 가. SW교육의 일환 나. 컴퓨터 활용 교육 (코딩 , 방과후 수업) 다. 절차적 사고력, 컴퓨팅 사고력 라. 언플러그드 활동 -학습지나 교구를 이용해 컴퓨팅 사고를 기를 수 있는 활동 진행(엔트리, 스크래치) 마. 피지컬 컴퓨팅: 햄스터 로봇, 아두이노, 레고마인드 스톰                                    | 가. 2019 개정 교육과정 나. 컴퓨터 교육과는 별개의 교육과정 다. 모든 교과에 적용 가능 절차적 사고력, 컴퓨팅 사고력 배양 라. 모든 수업은 절차를 지니고 있으며 이를 가시화하는 것이 관건. (정리노트(가칭) 활용)                     |

## 2018년도 소프트웨어(SW) 교육 연구학교 현황 및 효과성 분석 연구

### 1. 연구배경
2015년 7월 교육부는 <SW중심사회를 위한 인재양성 추진계획>을 발표하였고
2018년은 2015년 개정 교육과정을 통해 SW교육이 정규과정에 본격적으로 운영되는 해로써 매우 중요한 시점
-초등학교는 2019년부터 정규 과정(5~6학년 실과 교과에서 17시간 이상)으로 운영
-중학교는 2018년 정보교과를 개편하여 신입생부터 필수과목으로 수업(34시간)을 실시
-고등학교는 2018년부터 심화선택과목 일반 선택과목으로 구성

### 2. 연구목적
교육부에서는 소프트웨어 및 정보 교육의 성공적 안착을 위해 SW교육 연구학교에 대한 SW교육 효과성 분석을 통해 향후 학교 현장에서 안정적으로 활용할 수
있는 기초자료를 구축하기 위해 사업을 진행 SW교육 효과성을 측정하기 위하여 SW관련 효과에 대한 인식 조사, 2017년 기 개발된 컴퓨팅 사고력 관련
검사도구(분석능력(데이터 수집, 데이터 분석, 데이터 표현), 모델링능력 (문제분해, 추상화, 알고리즘), 구현능력(자동화, 테스팅), 일반화능력(적용과 일반화))를 활용하여 교육의 효과성을 측정.

### 3. 연구내용 및 범위
SW교육을 통한 컴퓨팅 사고력과 SW교육에 대한 태도에 대하여 사전-사후 검사를 실시하여 그 차이를 분석
연구학교 학생, 교사, 학부모를 대상으로 SW교육에 대한 태도를 조사하여 SW교육에 영향을 주는 배경요인 및 그에 따른 효과성의 차이를 분석

### 4. 연구방법
1) 연구대상: 2018년 교육부 요청 시,도 지정 총 46개 연구학교의 학생, 학부모, 교사를 대상으로 조사
2) 연구기간 및 절차
-2018.03 : 18년 효과성 검사 계획수립
-2018.04 : 학교별 사전/사후 효과성 검사
-2018.11 : 효과성 분석
-2018.12 : 연구결과 분석 및 정리, 연구보고서 작성
3) 측정도구
가. 컴퓨팅 사고력 관련 문제해결과정 검사도구 : 분석능력, 모델링 능력, 구현 능력, 일반화 능력(교급에 따라 문항 수 상이)
나. SW교육에 대한 태도 및 인식조사 설문지(학생, 교사, 학부모 대상)

### 5. 결론 및 논의
- 첫째, 학생 컴퓨팅 사고력 기반 문제해결과정의 사전-사후 검사결과의 차이를 분석한 결과이다.

초,중,고 모두 사전-사후 검사결과에 유의미한 차이가 있는 것으로 나타났다. 17년도 연구 자료에 따르면 고등학교는 환경적 측면(시험기간)으로 인해 
통계적 의미가 없었다고 결론 내렸지만, 18년도 연구자료에서는 차이가 있는 것으로 보아 시기가 조정되었거나 교급에 변화가 있었음을 추정한다. 
고등학교 학년의 경우 입시 준비로 인해 해당 연구학교는 교급 선정 시 고등학교 1,2학년만을 대상으로 하는 노력이 요구된다.
- 둘째, SW교육에 대한 학생의 인식 변화를 분석한 결과이다.

인식변화는 SW로 인한 사회변화, SW교육의 유용성, SW교육과 진학, SW교육 시수에 대한 내용으로 구성되었다. 
모든 학교 급에서 사후 점수가 사전에 비해 증가하였고, 통계적으로도 유의하였다. 성별에 따른 차이 분석 결과, 
18년 사전, 사후 검사 모두 전체 학교급에서 남학생이 여학생보다 긍정적인 인식을 갖고 있었다. 
인식 변화 조사의 경우 설문지로 피드백을 받으면 청소년들이 대충 할 가능성이 있으므로 유의미한 결과를 도출하기 어려움이 있다. 
이에 깊이 있는 인터뷰 등과 같은 질적 분석과 해석 방법을 다양하게 구성할 필요가 있다.
- 셋째, SW교육의 유용성에 대한 문항으로,

SW교육과 실생활 문제해결능력, 창작능력, 직업과 SW에 대한 인식 변화를 분석하였다. 
모든 학교 급에서 사전검사와 사후검사 모두 통계적으로 유의미한 차이가 있었다. 
‘기회가 되면 SW관련 공부를 더 하고 싶다＇는 설문에는 초등학교는 증가하였고 중,고등학교는 감소한 것으로 보아 SW교육 후 학습 의지에 대한 인식이 저하되었음을 알 수 있다. 
SW교육 희망 시수의 경우, 학교 급이나 성별에 구분 없이 ‘일주일에 2시간’이 가장 높은 비율이었다. 
추가로 청소년들이 배운 지식을 깨우치는데 그치는 것이 아닌 유용하게 활용하기 위해 지역사회의 문제를 고민하고 환원하며 추가적인 학습을 유도할 필요성이 있다.
- 넷째, SW교육에 대한 학생, 교사, 학부모의 인식조사결과이다.

SW로 인한 사회변화에 대한 인식 및 SW교육의 유용성에 대한 인식은 교사, 학부모, 학생 순으로 높은 점수를 보이고 있다. 
SW교육으로 인한 진로진학 연계 지수 또한 교사, 학부모, 학생 순으로 다양한 경로를 통해 SW교육 기회를 확대할 필요가 있다.
- 다섯째, SW교육과 관련하여 시간, 만족도 등을 분석한 결과이다. 학생들의 SW교육이 실시된 시간은 정규교과 시간이 가장 많았다.

하지만 SW수업에서 학교에서 공부하는 내용 외 추가적인 공부 희망에 대한 응답비율이 높은 것으로 보아 
다양한 경로를 통해 SW교육 기회를 확대할 필요성 있다. SW교육에 사용한 프로그래밍 언어는 엔트리, 스크래치 순이었다.  
- 여섯째, 교사의 전문성에 대한 분석이다.

SW교육을 위해 사용하는 프로그래밍 언어는 엔트리, 피지컬 컴퓨팅 도구로는 아두이노이며 
교사들의 사용한 경험이 있는 프로그래밍 언어는 학생들이 사용해본 프로그래밍 언어와 대체로 일치하므로 
교사들의 전문성 및 숙련도가 학생들의 학습경험에 영향을 주는 것으로 보인다. 
이러한 이유를 미루어 보아 SW교육 연구학교 교육내용과 SW교육 연구학교 교사 전문성을 내실화 할 수 있는 기회가 필요하다. 
또한 지방 학교의 경우 교원 부족으로 정보 교사가 여러 학교를 돌아다니며 강사처럼 강의를 하는 경우가 있는데 이를 해결하기 위해 전문성 있는 정보교사의 충원도 필요하다.
- 일곱째, 학부모들의 SW교육에 대한 인식 분석 결과이다.

자녀에게 SW교육을 시키는 방법은 방과 후 수업이나 창의적 체험활동이라는 응답이 가장 많고, 
교육의 목적은 자녀의 미래에 도움이 될 것이라는 인식 때문인 것으로 나타났다.